# Hyophilopsis spathulifolia
Hyophilopsis spathulifolia là một loài rêu trong họ Pottiaceae. Loài này được (E.B. Bartram) H.A. Crum mô tả khoa học đầu tiên năm 1965.